# Пойменне
Пойменне (рос. Пойменное) — село у Тогучинському районі Новосибірської області Російської Федерації.
Входить до складу муніципального утворення Вассінська сільрада. Населення становить 644 особи (2010).

## Історія
Згідно із законом від 2 червня 2004 року органом місцевого самоврядування є Вассінська сільрада.

## Населення
| 2002 | 2007 | 2010 |
| ---- | ---- | ---- |
| 663  | ↗674 | ↘644 |